# Kobajasi Issza
Kobajasi Issza (japánul: 小林一茶, Hepburn-átírással: Kobayashi Issa) (Kasivabara, 1763. június 15. – Kasivabara, 1828. január 5.) japán haikuköltő.
Kobajasi Jataró néven született Kasivabara faluban, parasztcsaládban. Háromévesen elvesztette édesanyját, apja újranősült, de ez a házassága boldogtalan volt. Mizogucsi Szogantól és Nirokuan Csikuától tanulta a haiku művészetét a Kacusika iskolában, a mai Tokióban. Szintén segítette őt Nacume Szeibi. 14 évesen, 1777 tavaszán útnak indult, élete következő tíz évéről semmit se tudunk; 1787-ben egy haikuiskola bejegyzése említi.
Mint sok költőtársa, ő is rengeteget utazott. 1812-ben visszaköltözött szülőfalujába, és két évvel később elvette első feleségét, Kikut. 1816-ban fiuk született, aki egy hónapos korában meghalt. 1818-ban született lányát egyévesen a himlő vitte el. 1820-ban ismét fia született, aki három és fél hónaposan az anyja hátára kötözött batyuban fekve megfulladt. Harmadik fia 1822-ben jött a világra. A következő évben előbb feleségét, majd fiát is elveszítette. 1824-ben újra megnősült, egy szamuráj lányát, Jukit vette el, de három hónappal később különváltak. 1826-ban vette el harmadik feleségét, a majdnem feleannyi idős, 32 éves Jaót. Halála előtt falujában tűzvész pusztított, az ő háza is odaveszett. Ezután a pajtájában lakott, és ott is halt meg.
Közel húszezer haikut írt, Issza név alatt (jelentése: „egy csésze tea”). Bár népszerű volt, mégis állandó anyagi gondokkal küzdött.

## Magyarul
- Japán haiku versnaptár. Matsou Basho, Yosa Buson, Kobayashi Issa versei; fametszet Ando Hiroshige, ford. Tandori Dezső, vál. prózaford., utószó Halla István; Magyar Helikon, Bp., 1981
- Majoros Valéria fotói. Napvilág Könyves Galéria, 1999. május 27.–június 28.; vers Matsuo Basho, Yosa Buson, Kobayashi Issa, ford. Tandori Dezső; Napvilág, Bp., 1999
- Egy csésze tea Isszával. Kobajasi Issza haikuversei Terebess Gábor fordításában; Orpheusz, Bp., 2000
- Kavicsok. Tandori Dezső haikufordításai; szöveg Matsuo Basho, Yosa Buson, Kobayashi Issa, ill. Tóth-Vásárhelyi Réka; Print-X, Bp., 2004